# Étoile sportive montilienne
 (août 2025).
Motif : Sans source depuis quinze ans. Notoriété douteuse en l'absence de sources secondaires de qualité centrées.
- Archive Wikiwix
- Bing
- Cairn
- DuckDuckGo
- E. Universalis
- Gallica
- Google
- G. Books
- G. News
- G. Scholar
- Persée
- Qwant
- (zh) Baidu
- (ru) Yandex
- (wd) trouver des œuvres sur Wikidata

| 1. | Préciser le motif de la pose du bandeau. | Précisez le motif de la pose du bandeau en utilisant la syntaxe suivante : {{admissibilité à vérifier\|date=août 2025\|motif=remplacez ce texte par le motif}}                                   |
| 2. | Informer les utilisateurs concernés.     | Pensez à avertir le créateur de l'article, par exemple, en insérant le code ci-dessous sur sa page de discussion : {{subst:avertissement admissibilité à vérifier\|Étoile sportive montilienne}} |

Maillots
Dernière mise à jour : 6 décembre 2010.
L'Étoile sportive montilienne est un club de rugby à XV français situé à Monteux (Vaucluse). Il évolue actuellement en Régionale 1 au sein de la Ligue Sud Rugby (PACA).
Le club est dirigé en 2025 par Thierry Leydier fils de Pierre Leydier, ancien joueur du club.

## Historique
Le club est créé en 1923. Il évolue en Fédérale 1 lors de la saison 2009-2010.
Lors des saisons 1993-94, 1994-95 et 1995-96, le club a évolué en 1re division du Groupe B.
Retombé en 3e division l'ESM termine 10e de la poule 6 de fédérale 3 lors de la saison 2017-2018. La même année, le club est condamné à une amende de 54 000 € après un incident survenu en 2009, ou un joueur avait mordu un joueur de Valence. Représentant un quart du budget du club, le président  Guillaume Roblin lance un appel aux dons.
En début de saison 2025, le club recrute de nombreux joueurs de Top 14 et de Pro D2 comme Jona Saulekaleka, Mosese Ratuvou, Dorian Bonin et Maxence Bonin. Le club remonte, à l’issus de la saison 2025 en Régionale 1.

## Palmarès
- Champion de France de 4e série : 1939[5]
- Finaliste du championnat de France de 3e série : 1956[6],[note 1]
- Vainqueur du Challenge Leydier 2007-2008 et 2008-2009.
- Demi-Finaliste de Fédérale 2 - 2007-2008.
- Finaliste de Fédérale 2 - 2008-2009[5].
- Vice-champion honneur Provence : 2017[5].

## Personnalité du club
- Dominique Leydier  était un joueur de l'Étoile Sportive Montilienne décédé le 15 novembre 1987 sur un terrain de rugby, il avait 27 ans. Un challenge a été créé en son honneur, ce challenge rassemble des équipes de fédérales de la région Provence Alpes Côte d'Azur[7].

### Joueurs emblématiques
- Silvio Weisgcheider, 3e ligne
- Olivier Vioux, demi d'ouverture et coach des cadets 2014-2015
- Farok Benameur, talonneur
- Jean-Paul Wolf (1989-1991), international français ;
- Phillip van Schalkwyk (2010-2011) ;
- Serge Doumayrou {1993-1995), puis entraîneur entre 1998 et 1999 ;
- Yves Bressy, reconverti en arbitre.

### Entraîneurs
- 1998-1999 :  Serge Doumayrou
- ?-2010 :  Sylvio Wegscheider,  Stéphane Serrano
- ?-nov. 2012 :  Richard Vacheron,  Sébastien Thionel
- Nov. 2012-? :  Sylvio Wegscheider,  Richard Vacheron,  Sébastien Thionel
- ?-2013 :  Éric Tissot et  Richard Vacheron
- Juin-déc. 2013 : Stork,  Rousset et  Jean-Marie Imbert
- Déc. 2013-? :  Marcel Criotier (arrières) et  Reggie Perkin (avants)
- 2015-? :  Olivier Vioux
- 2019-:  Sébastien Thionel,  Olivier Vioux,  Jean-Michel Delbreil,  Marc Lassia
- 2020-:  Julien Pastor

### Présidents
- ????-???? : Alain Picton